# Piața Romană
Piața Romană (dt.: Römischer Platz) ist ein Platz in Bukarest, Sektor 1.

## Wirtschaft
Der Platz bringt den Besitzern von Restaurants, Hotels und Bekleidungsgeschäften ein Einkommen von ungefähr 60–70 Millionen Euro pro Jahr ein. Die wichtigsten Unternehmen in diesem Stadtviertel sind ein McDonald’s, ein Supermarkt Miniprix, sowie das Hotel Duke und die Kaffeehäuser und Bars auf der Straße Dorobanți.

## Sehenswürdigkeiten
- Der Palast der Handelsakademie (Sitz der Wirtschaftsakademie Bukarest)
- Die Kapitolinische Wölfin